# حکومت کمپانی هند شرقی بر هندوستان
نقش کمپانی هند شرقی در هندوستان (انگلیسی: Company rule in India) اشاره به حاکمیت و نقش فزایندهٔ این کمپانی بریتانیایی در بخش‌هایی از شبه قارهٔ هند دارد که تقریباً از ۱۷۵۷ و پس از نبرد پلاسی آغاز گردید. نواب بنگال و مرشدآباد با پذیرفتن شکست در این نبرد، قلمرو خود را تسلیم کمپانی بریتانیایی نمود. هر چند این موضوع تنها عامل اصلی نبود و موارد دیگری نیز در این جریان تأثیرات بسزایی داشت. در سال ۱۷۶۵ میلادی، کمپانی به شورا تضمین داد که می‌تواند عایدات بنگال و بیهار را دریافت نماید. همین‌طور نیز در سال ۱۷۷۳، اقدام به پایه‌گذاری مرکزی در کلکته — برای گماشتن ژنرال وارن هستینگز — نخستین والی و فرماندار آن حدود نمود. کمپانی در سال ۱۸۱۸ نیز با شکست مراتا در سومین نبرد انگلستان و مراتا و برکناری پیشوا، قلمروی وی را متصرف گردید. در همین زمان، انگلستان تبدیل به نیروی برتر در هندوستان گردید.
کمپانی هند شرقی به واقع، یک کمپانی خصوصی و متعلق به سهامدارانش بود که گزارش مستقیم را به هیئت مدیره در لندن انتقال می‌داد. اساساً «پایه‌گذاری این کمپانی به واسطهٔ انحصاری نمودن تجارت بود» که این مهم، به شکل فزاینده‌ای با کمک دولت‌های محلی و نیروی نظامی آنها و همین‌طور قوهٔ قضایی شکل گرفت. منفعت حاصله به دلیل دشواری‌های برآورد آن به سختی قابل بررسی بود چرا که دولت بریتانیا کنترل ناچیزی داشت و کارکنان کمپانی بیشتر عایدات و وجوه دریافتی را به جیب خود منتقل می‌نمودند. افزایش خشم عمومی به واسطهٔ فساد و بی مسئولیتی مقامات کمپانی در کنار ظهور طبقهٔ جدیدی از دورگه‌های انگلیسی - هندی موسوم به نابوب که در مدتی اندک، اعتبار و ثروتی هنگفت اندوختند دست‌مایه‌ای شد در جهت اجرای قانون پیتز ایندیا در سال ۱۷۸۴ که به واسطهٔ آن، دولت بریتانیا برای اولین مرتبه و به‌طور مؤثر کنترل کمپانی هند شرقی را به دست گرفت. سیاست‌های جدیدی برای کارمندان نُخبه و زبدهٔ امپراتوری به مرحلهٔ اجرا گذاشته شد تا کمکی باشد بر تقلیل و کاهش فساد. طبق استانداردهای بریتانیا، صاحب منصبان انگلیسی می‌بایست در بخش‌های جداگانه‌ای زندگی می‌نمودند. نقش کمپانی در هندوستان تا تاریخ ۱۸۵۸ ادامه داشت و پس از شورش‌های ۱۸۵۷ در هند، کمپانی منسوخ گردید. بر پایهٔ اعلامیه ۱۸۵۸ قانون دولت هند، دپارتمان دولتی بریتانیا در هند موسوم به ایندیا آفیس، با تشکیل دولتی انتقالی از کمپانی هند شرقی به دولت بریتانیای ویکتوریا، مسئولیت مستقیم ادارهٔ هندوستان جدید با نام راج بریتانیا را بر عهده گرفت که تا سال ۱۹۴۷ ادامه داشت.

## نگارخانه

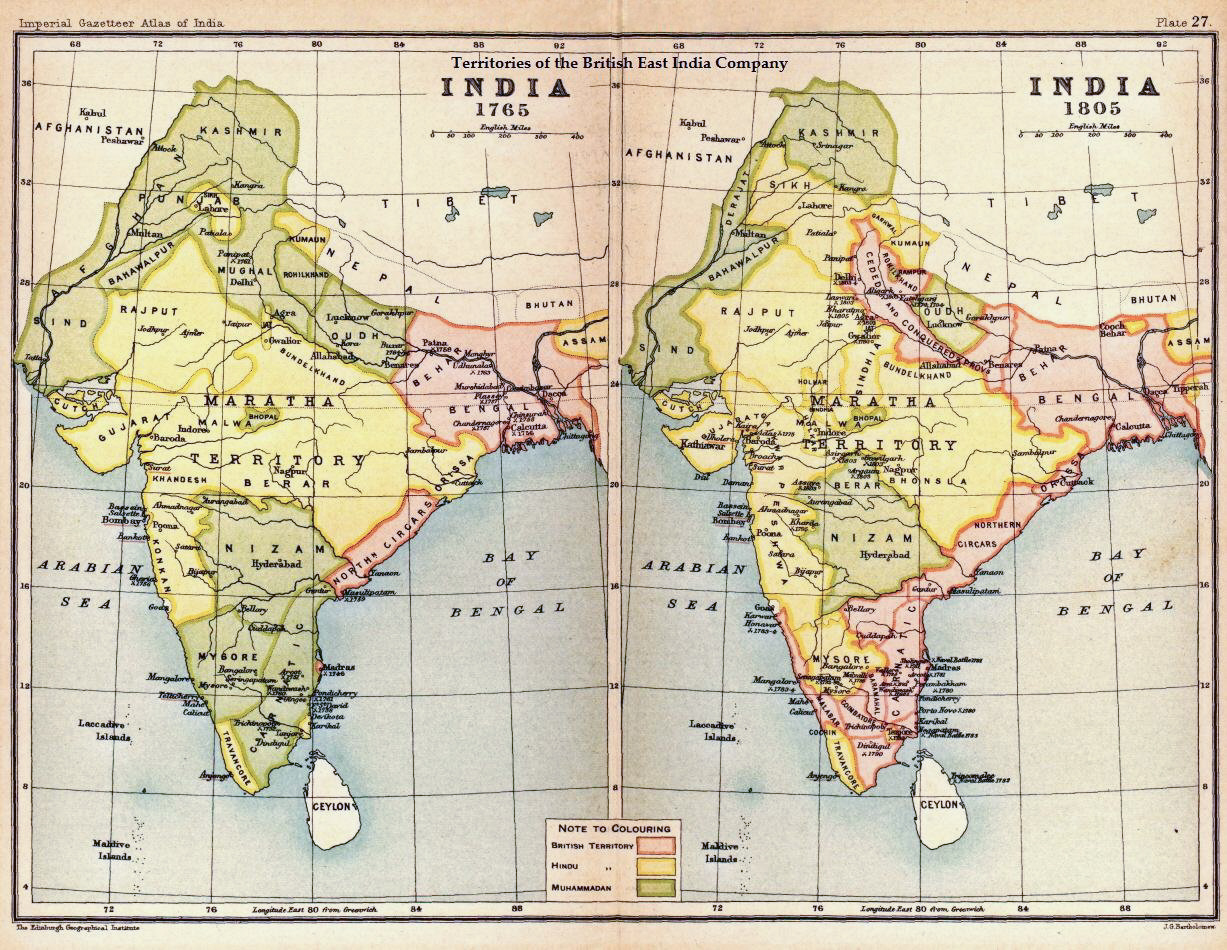
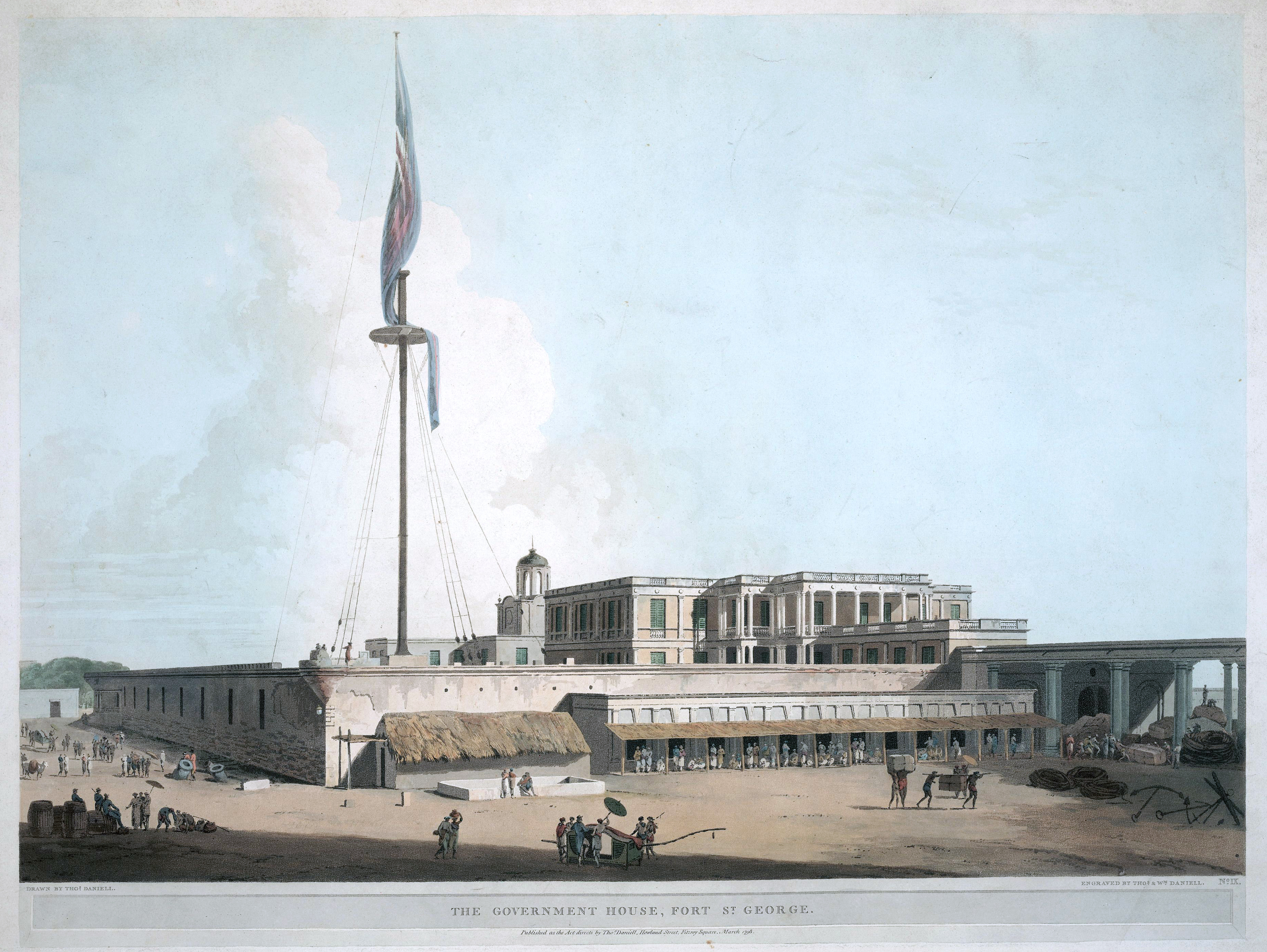
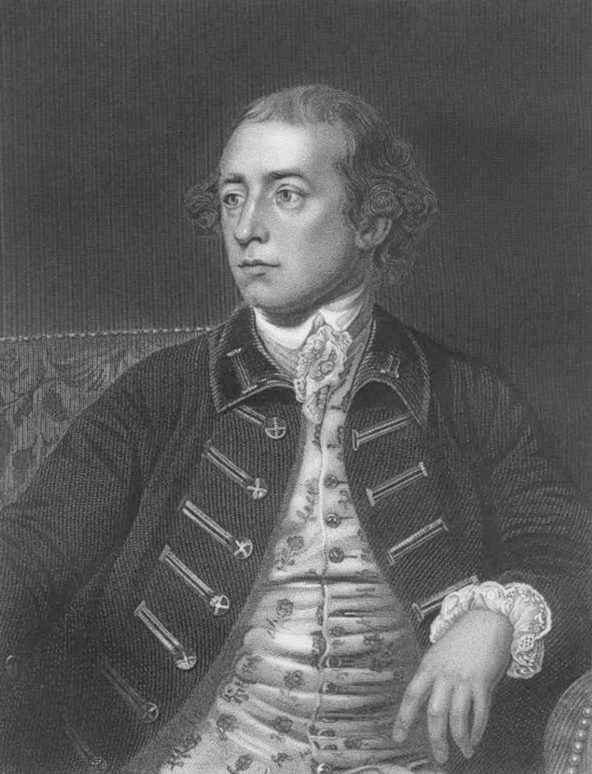
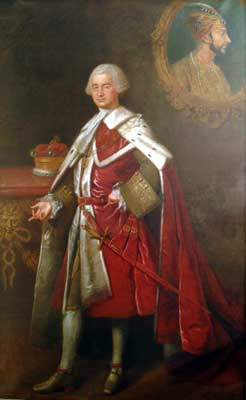
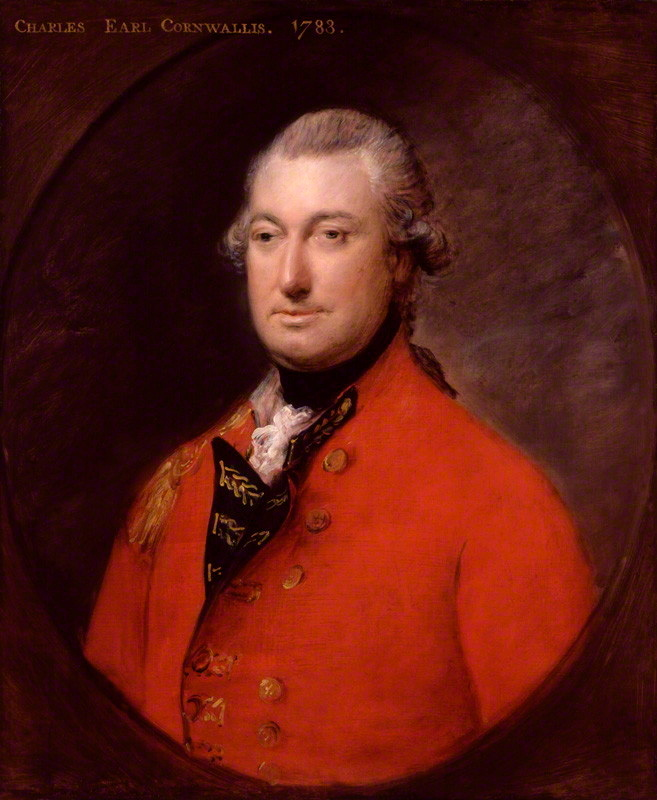
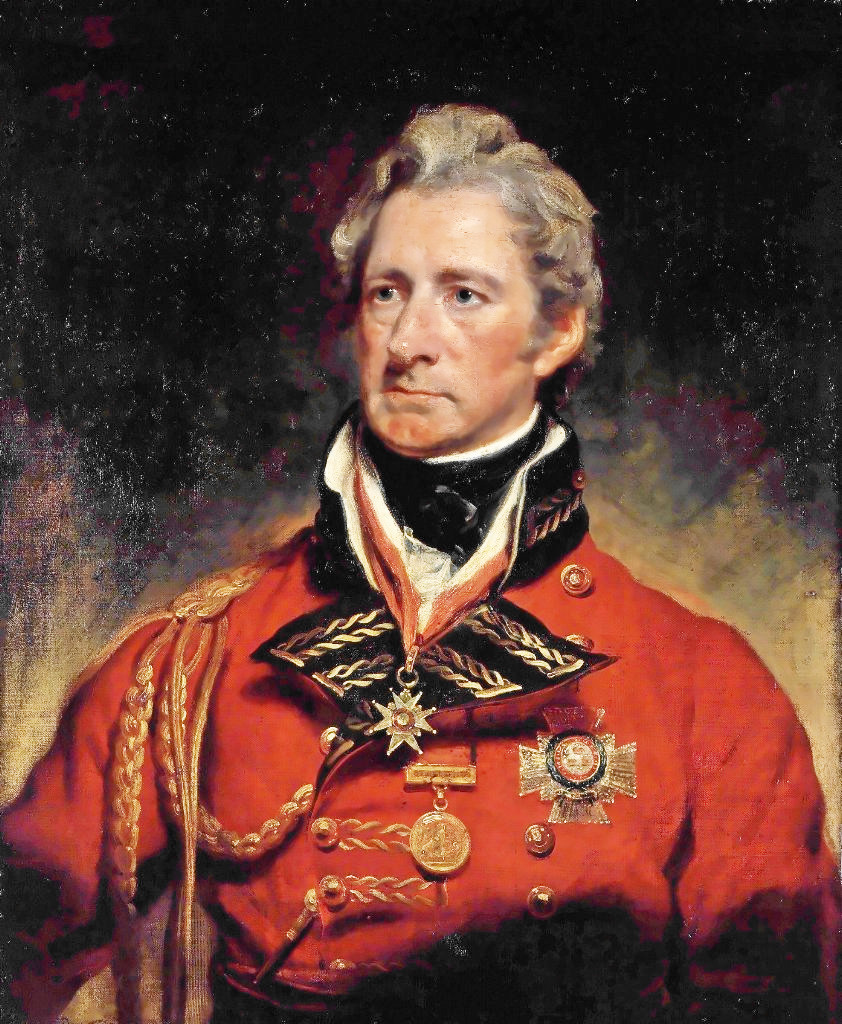
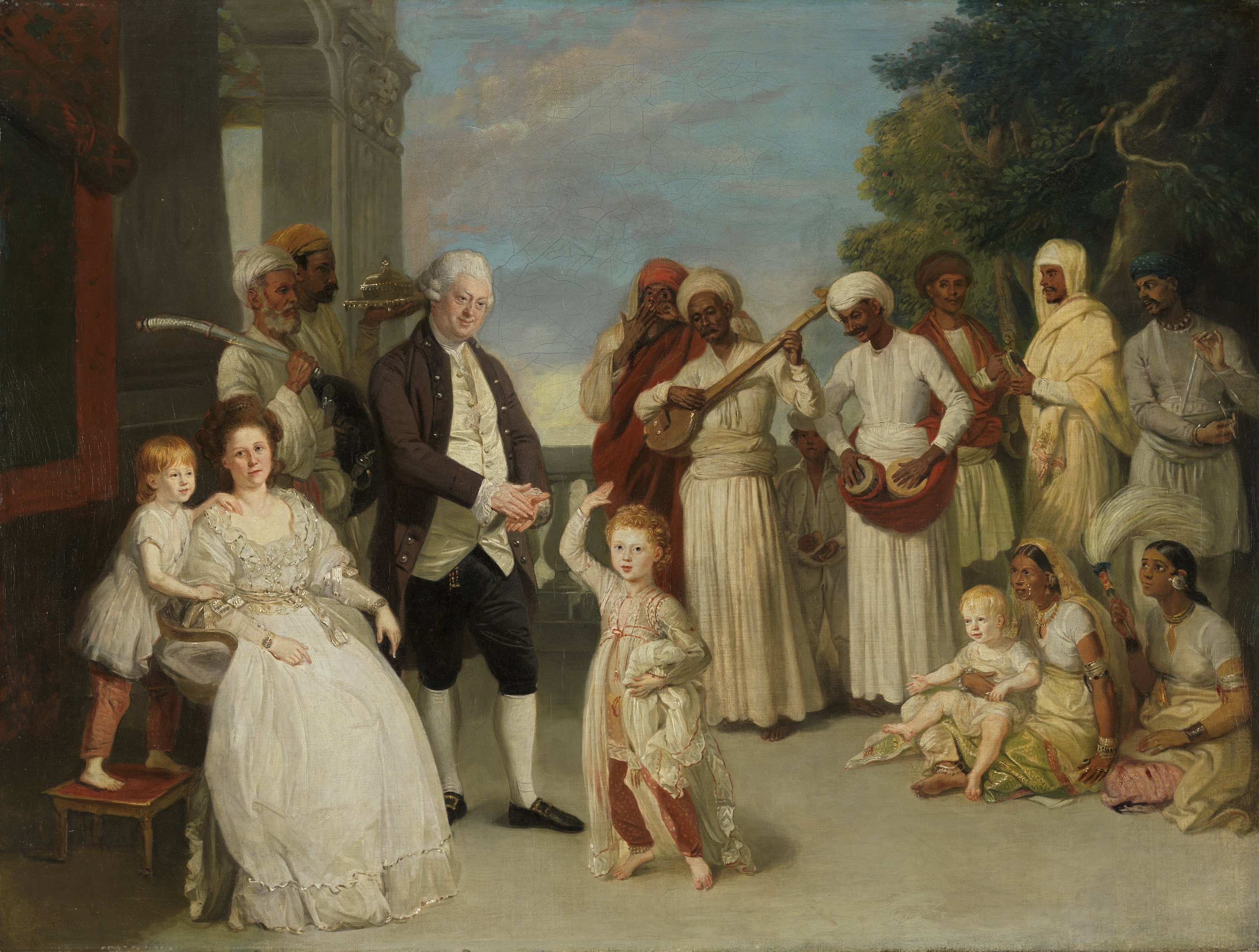
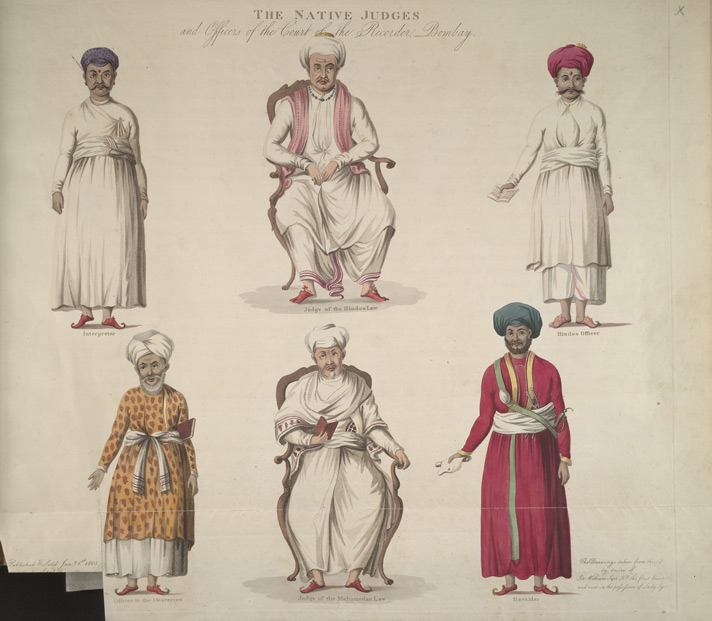
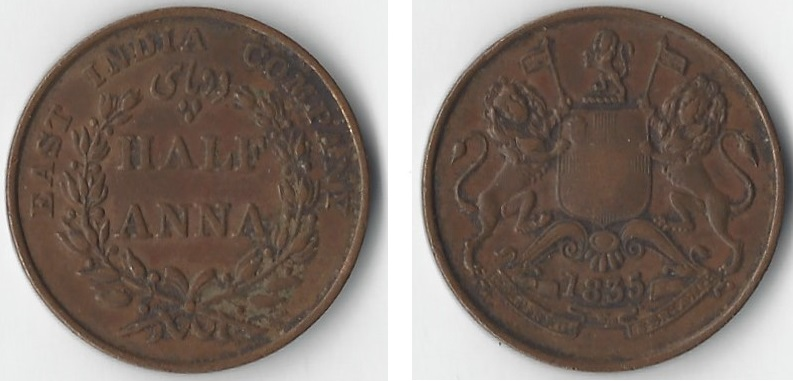
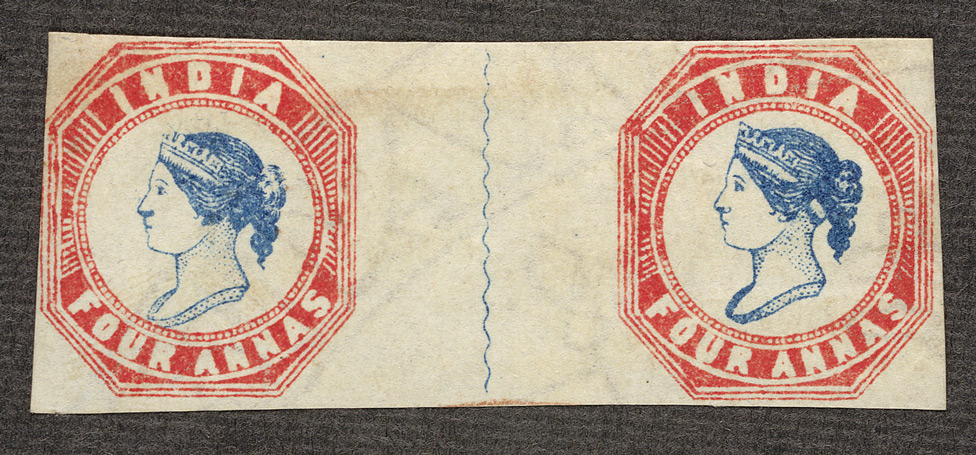
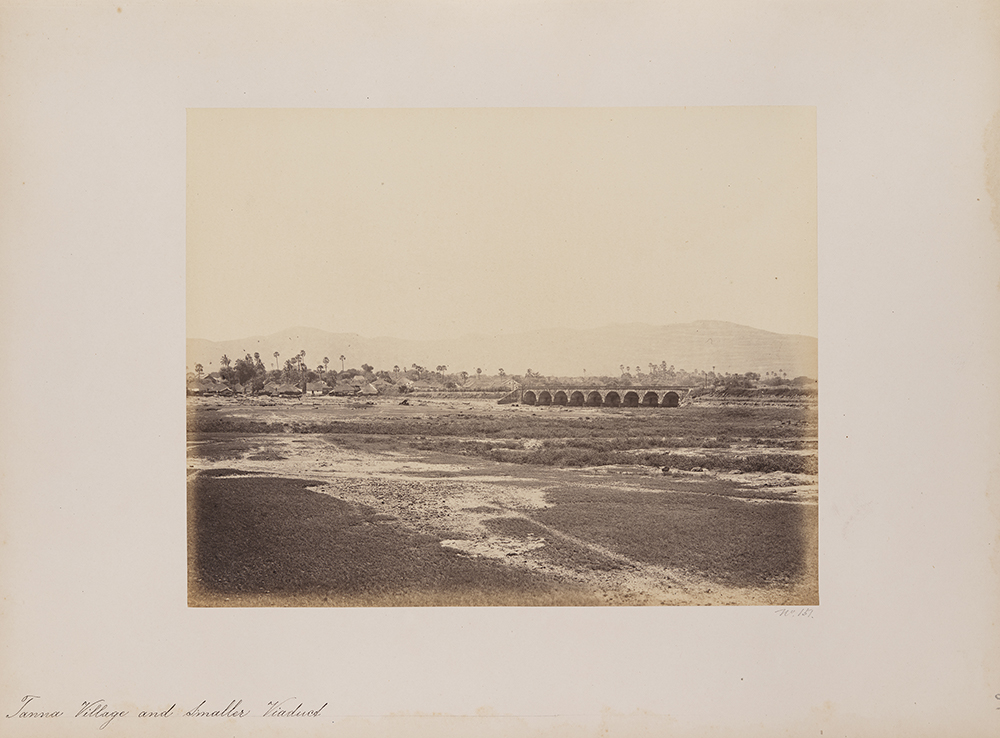
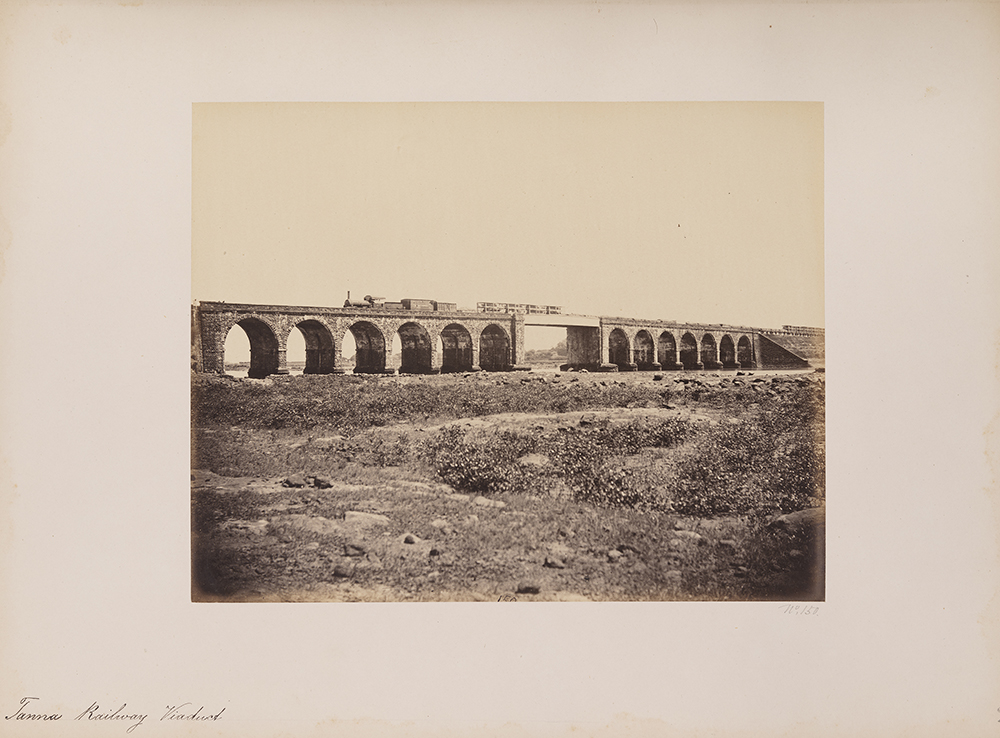
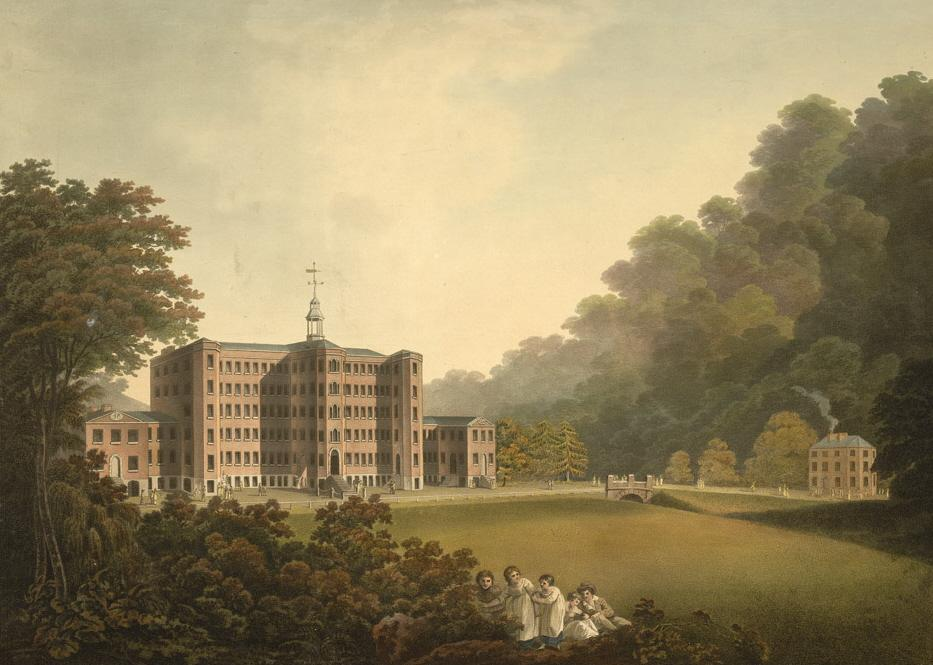